# Institut mutualiste Montsouris
Pour les articles homonymes, voir IMM.
 (mai 2017).
 (mai 2017).
Si vous disposez d'ouvrages ou d'articles de référence ou si vous connaissez des sites web de qualité traitant du thème abordé ici, merci de compléter l'article en donnant les références utiles à sa vérifiabilité et en les liant à la section « Notes et références ».
L’Institut mutualiste Montsouris (IMM) est un établissement de santé privé d'intérêt collectif. Il est situé 42, boulevard Jourdan dans le 14e arrondissement de Paris[pertinence contestée]. 

## Histoire
L'Institut mutualiste Montsouris résulte de la fusion, en 1999, de l’hôpital international de l’université de Paris (1958-1965, Urbain Cassan architecte) sis sur le terrain de l’ancien dépôt de remonte et de la clinique médico-chirurgicale de la Porte de Choisy. Ces deux établissements avaient une vocation sociale et l'influence des mutuelles de fonctionnaires et d'étudiants y étaient importantes.
En 2015, l'institut est ouvert à tous et ne pratique aucun dépassement d'honoraires. Cet établissement pluridisciplinaire offre une prise en charge en équipe médico-chirurgicale dans de nombreux domaines, sans rupture entre diagnostic, prescriptions et soins.

## Fonctionnement
L’IMM constitue une structure hospitalière de taille moyenne, puisque sa capacité d’accueil est de 473 lits et places d’hospitalisation en médecine–chirurgie–obstétrique (MCO) et psychiatrie (405 MCO - 68 PSY), 21 salles d'opérations dont 4 salles de cardiologie interventionnelle (dont 1 salle hybride), 2 salles d'endoscopie et 15 salles de chirurgie ; 19 lits de réanimation, 18 lits d'USIC ; 8 salles d'imagerie médicales dont 2 scanners et 1 IRM ; 13 postes de dialyse.
Sa capacité a sensiblement augmenté au cours de l’année 2010, grâce au développement du département de pathologie cardiaque avec la reprise de l’activité de l’hôpital Foch (six lits supplémentaires), du département mère-enfant (cinq lits supplémentaires) et enfin la création du département d’oncologie (10 lits d’hospitalisation complète et 10 lits d’hospitalisation de jour).
La capacité MCO de l’IMM est donc passée de 332  à   363 lits. Implanté à la périphérie sud de Paris (territoire de santé 75-3) dans un environnement hospitalier extrêmement dense et concurrentiel, l’IMM développe principalement des activités lourdes ou complexes à dominante chirurgicale dans la plupart des domaines pathologiques, en dehors de la neurochirurgie et de l’ORL.
Cette orientation lourde, proche de l’activité des centres hospitaliers universitaires, constitue une différence notable par rapport aux établissements de santé de même taille et l’une des principales caractéristiques de l’IMM.[réf. souhaitée] L’IMM a connu une évolution de son activité au cours des années 2000. En effet, entre 2008 et 2012[réf. souhaitée], l’activité globale de l’établissement, mesurée par le nombre de RSS (résumé de sortie standardisé) a augmenté (+33,7 %). Ce sont les séjours chirurgicaux et notamment les séjours chirurgicaux réalisés en ambulatoire qui ont connu la plus forte croissance.
Dans le cadre des activités de recherche, l'IMM accueille des externes et des internes de la faculté de médecine de l'Université de Paris.
Il est possible de trouver des informations sur l’IMM sur son site internet mais également sur le site de la maternité de l'Institut Mutualiste Montsouris avec des précisions sur le service, le séjour, ainsi que des conseils sur l'accouchement, la naissance de son bébé (l'IMM pratique aussi les services d'aide à la reproduction, comme la [PMA]) et le retour chez soi. À noter également les informations destinées aux patients étrangerssur le site spécifique.
Enfin, la création de l'Institut du Thorax en partenariat avec l'Institut Curie a donné lieu à la création d'un autre site. Une Journée consacrée à l'Institut  est d'ailleurs prévue en novembre 2018.

## Activités de recherche
(mars 2023).
Le département de recherche clinique, créé en mars 2010, est sous la responsabilité d’un médecin clinicien de l’établissement (0,5 ETP), qui assure notamment la gestion des appels à projets et apporte une aide méthodologique sur les protocoles. Un poste de responsable adjoint (1 ETP) a été créé pour prendre en charge les aspects réglementaires liés à la recherche et organiser le travail de l’équipe actuellement[Quand ?] constituée d’un assistant de recherche clinique hospitalier (1 ETP), d’une secrétaire de recherche (0,4 ETP) et d’une stagiaire technicienne d’études cliniques (0,75 ETP).
Le département de recherche clinique a pour missions principales :
- d’assurer la gestion administrative et réglementaire des recherches selon les bonnes pratiques cliniques (BPC) ;
- d’organiser les mises en place des études en formalisant les différents circuits et documents spécifiques,
- d’assurer la fonction de TEC en support aux investigateurs.